# Гаяс Захід
Гаяс Захід (норв. Ghayas Zahid, нар. 18 листопада 1994, Осло, Норвегія) — норвезький футболіст пакистанського походження, атакувальний півзахисник турецького клубу «Анкарагюджю» та національної збірної Норвегії.

## Ігрова кар'єра

### Клубна
Гаяс Захід народився в Осло у родині пакистанських переселенців. Футболом почав займатися у школі столичного клубу «Волеренга». У серпні 2012 року Захід дебютував у основній команді. 2013 рік він провів в оренді у клубі нижчого дивізіону «Улл/Кіса».
У серпні 2017 року футболіст підписав чотирирічний контракт з кіпрським клубом АПОЕЛ. Але сезон 2019-2020 Захід провів в оренді у чемпіонаті Греції у складі афінського «Панатінаїкос».

### Збірна
Гаяс Захід викликався у стан збірної Пакистану але на поле він так і не виходив. 6 червня 2018 року у товариському матчі проти команди Панами Захід дебютував у складі національної збірної Норвегії. Також він зіграв за збірну у турнірі Ліги націй, де відмітився забитим голом у ворота збірної Австрії.

## Досягнення
АПОЕЛ
 Чемпіон Кіпру: 2017/18, 2018/19